# 大西禎夫
大西 禎夫（おおにし よしお、1898年（明治31年）9月28日 - 1966年（昭和41年）3月30日）は、昭和期の実業家、政治家。衆議院議員（3期）。

## 経歴
香川県三木郡氷上村長楽寺（現三木町長楽寺）で大西行礼の三男として生まれる。高松中では野球部に入部し、1915年にはエースとして甲子園出場を果たしている。1921年（大正10年）慶應義塾大学部理財科を卒業した。
卒業後は帰郷して讃岐信託に入社。そのかたわら母校・高松中の野球部監督に就任。26年夏、28年春夏連続の甲子園出場を果たしている。その後1935年には讃岐信託の常務となった。
1945年（昭和20年）高松琴平電気鉄道社長に就任して、21年間在任した。その他、讃岐信託常務取締役、百十四銀行取締役、屋島登山鉄道取締役社長、四国鉄道協会相談役、日本鉄道会議所理事、高松商工会議所顧問、同副会長、香川県交通安全協会会長、全日本観光連盟理事などを務めた。
政界では、香川県会議員に就任。1949年（昭和24年）1月、第24回衆議院議員総選挙で香川県第1区から民主党所属で出馬して当選。以後、第26回総選挙まで当選し、衆議院議員を連続3期務めた。この間、衆議院通商産業委員長、自由党総務などを務めた。
その他、香川県体育協会長に在任し、香川県の体育振興に尽力した。
長年、鉄道事業に携わり常に施設充実を図って輸送力の増強に尽くし交通発展に寄与したとして1965年（昭和40年）、藍綬褒章受章。
1966年（昭和41年）3月30日死去、67歳。死没日をもって勲三等旭日中綬章追贈、正五位に叙される。

## 親族
- 兄 大西虎之介（貴族院多額納税者議員、大西行礼長男）[4]
- 甥 大西潤甫（実業家、大西虎之介の息子）